# Авидия Плавция (съпруга на Аквилин)
Вижте пояснителната страница за други личности с името Авидия Плавция.
Авидия Плавция (на латински: Avidia Plautia) е римска благородничка от 2 век.

## Биография
Произлиза от фамилията Авидии – Плавции.
Омъжва се за Луций Епидий Титий Аквилин (консул 125 г.). Двамата имат двама сина Плавций Квинтил (консул 159 г., женен за Цейония Фабия, дъщеря на Луций Елий Цезар) и Луций Титий Плавций Аквилин (консул 162 г.).
Баба е на Марк Педуцей Плавций Квинтил (консул 177 г.), който се жени за Ания Аврелия Фадила, дъщеря на император Марк Аврелий и Фаустина Млада и сестра на бъдещия римски император Комод и става баща на (Плавций?) Квинтил и Плавция Сервила.